# Vinmara Planitia
Vinmara Planitia is een laagvlakte op de planeet Venus. Vinmara Planitia werd in 1985 genoemd naar Vinmara, zwanenmaagd die de zeegod Qat op aarde hield door haar vleugels te verbergen, in de mythologische verhalen van de Bankseilanden, Vanuatu.
De laagvlakte heeft een diameter van 1635 kilometer en bevindt zich in het quadrangle Pandrosos Dorsa (V-5).